# Culeolus elegans
Culeolus elegans är en sjöpungsart som beskrevs av Monniot 1991. Culeolus elegans ingår i släktet Culeolus och familjen lädermantlade sjöpungar. Inga underarter finns listade i Catalogue of Life.